# Método de Ritz
O Método de Ritz é um método direto para determinar a solução aproximada de problemas de valores sobre o contorno. O topônimo homenageia Walter Ritz.
Em mecânica quântica, um sistema de partículas pode ser descrito em termos de um "funcional de energia" ou hamiltoniano, que quantifica a energia de qualquer possível configuração do sistema de partículas. Resulta da análise do funcional que determinadas configurações são mais viáveis que outras, tendo este fato relação direta com o valor próprio do sistema. Sendo frequentemente impossível analisar todas as infinitas configurações das partículas, a fim de determinar aquela com a menor quantidade de energia, é essencial aproximar o hamiltoniano com o propósito de análise numérica.
O Método de Ritz pode ser utilizado para este propósito. Na linguagem matemática, este é exatamente o método dos elementos finitos quando usado para determinar os autovalores e autovetores de um sistema hamiltoniano.

## Formulação
Semelhantemente a outros métodos, uma função tentativa {\displaystyle \Psi } é testada no sistema a ser resolvido. Esta função satisfaz as condições de contorno (e quaisquer outras restrições físicas). A solução exata não é conhecida, e a função tentativa contém um ou mais parâmetros ajustáveis, que são variados a fim de se encontrar uma configuração de menor energia.
Pode-se mostrar que a energia do estado fundamental, {\displaystyle E_{0}}, satisfaz uma desigualdade:
{\displaystyle E_{0}\leq \int \Psi ^{*}{\hat {H}}\Psi \,d\tau .}
Ou seja, a energia do estado fundamental é menor que esse valor.

## Artigos
- Walter Ritz (1909) "Über eine neue Methode zur Lösung gewisser Variationsprobleme der mathematischen Physik"  Journal für die reine und angewandte Mathematik, vol. 135, páginas 1–61. Disponível on-line: Göttinger Digitalisierungszentrum[ligação inativa].
- J.K. MacDonald, "Successive Approximations by the Rayleigh–Ritz Variation Method", Phys. Rev. 43 (1933) 830

## Livros
- R. Courant e D. Hilbert, p. 175
- G. Arfken, p.800
- E. Butkov, p.564